# Blandas
Blandas là một xã trong tỉnh Gard thuộc vùng Occitanie, phía nam nước Pháp. Xã Blandas nằm ở khu vực có độ cao trung bình 650 mét trên mực nước biển.